# تفكير إحصائي
التفكير الإحصائي (بالإنجليزية: Statistical thinking)‏ هو إحدى أدوات تحليل العمليات. التفكير الإحصائي يربط العمليات والإحصاء، ويستند إلى المبادئ التالية:
- كل عمل يحدث في نظام من العمليات المترابطة
- التباين موجود في كل العمليات
- الفهم والحد من التباين هما مفاتيح النجاح

روج ويليام ديمنج لمفاهيم التفكير الإحصائي، وذلك باستخدام تجربتين مهمتان هما تجربة الخرزة الحمراء وتجربة القمع.
التفكير الإحصائي هو وسيلة إحصائية مستخدمة كجزء من منهجيات ستة سيغما.